# 洛伊丝·图尔森
洛伊丝·图尔森（英語：Lois Toulson，1999年9月26日—），英国女子跳水运动员。她曾代表英格兰参加2018年和2022年英联邦运动会跳水比赛，获得二枚银牌和一枚铜牌。她也曾参加2016年和2020年夏季奥运会。